# Hannonville-sous-les-Côtes
Hannonville-sous-les-Côtes település Franciaországban, Meuse megyében. Lakosainak száma 546 fő (2022. január 1.). Hannonville-sous-les-Côtes Avillers-Sainte-Croix, Dommartin-la-Montagne, Dompierre-aux-Bois, Doncourt-aux-Templiers, Herbeuville, Lamorville, Saint-Hilaire-en-Woëvre, Saint-Maurice-sous-les-Côtes és Thillot községekkel határos.

## Népesség
A település népességének változása:
| Lakosok száma | 410  | 426  | 504  | 598  | 630  | 605  | 567  | 552  | 542  | 546  |
|               | 1968 | 1982 | 1990 | 2006 | 2013 | 2015 | 2017 | 2019 | 2020 | 2022 |